# Phaleria clerodendron
Phaleria clerodendron är en tibastväxtart som beskrevs av Ferdinand von Mueller och George Bentham. Phaleria clerodendron ingår i släktet Phaleria och familjen tibastväxter. Inga underarter finns listade i Catalogue of Life.

## Bildgalleri

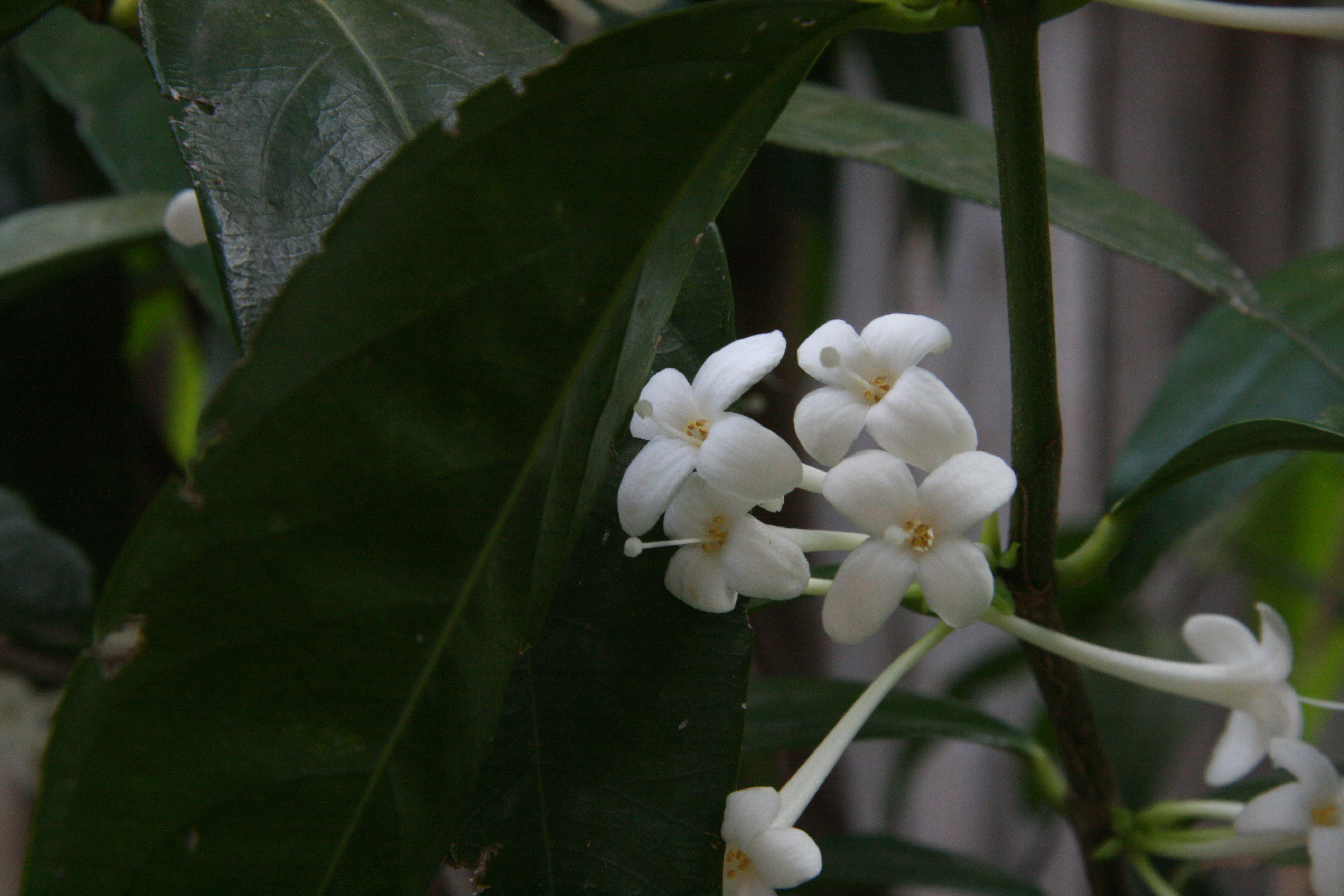
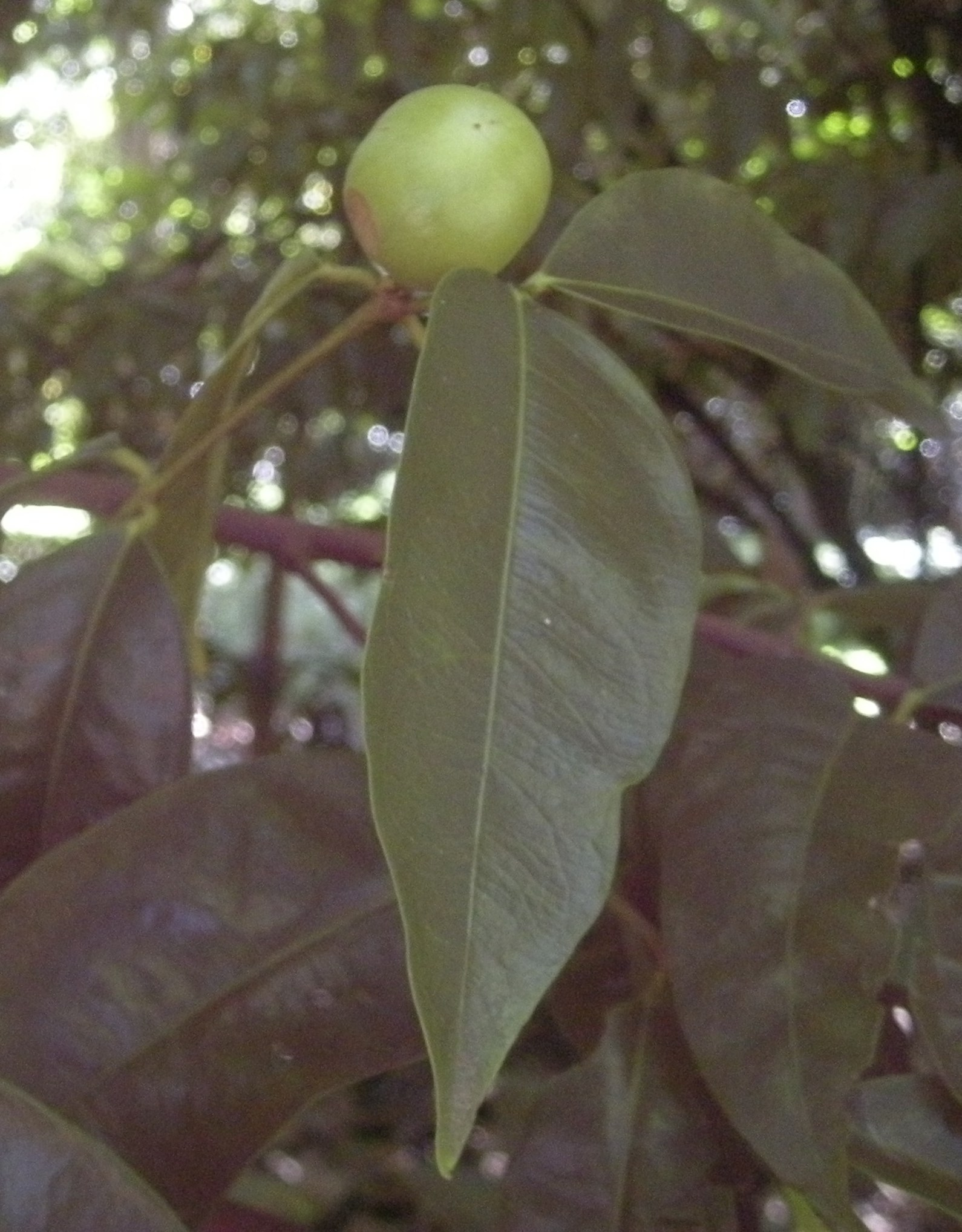